# Gunnel Gummeson
Gunnel Ingegerd Gummeson, född 16 augusti 1929 i Råsa, Vena församling i Kalmar län, juridiskt dödförklarad den 8 februari 1977, var en svensk folkskollärare, centralfigur i ett fall av försvinnande. Gummeson försvann med sin fästman, den amerikanske missionären Peter Winant, i Afghanistan i slutet av maj 1956. Hennes fall tilldrog sig stor uppmärksamhet på sin tid och förblev olöst.    

## Bakgrund
Gunnel Gummeson föddes i Råsa, Hultsfred, Småland, där fadern var handelsföreståndare inom Kooperativa, innan hon 1931 flyttade till Nora stadsförsamling i Västmanland med föräldrarna Nils Erik Gummeson (1900–1990) och Anna Eleonora Hammarström (1901–1975).
Gunnel Gummeson var folkskollärare i Nora i Bergslagen. Efter att ha verkat som socialarbetare i Indien reste hon till Afghanistan för att ta landvägen hem till Sverige, i sällskap med Winant, som tidigare rest genom Afghanistan.
Gummeson postade 20 maj 1956 ett brev till föräldrarna på postkontoret i Kabul, där hon berättade om resplanerna. Några dagar senare sågs paret kliva av en lastbil i staden Shibarghan i norr. Enligt vittnesuppgifter följde de sedan med en av medpassagerarna, som hyrde ut rum. Den sista uppgiften var då de sågs gå in genom en port i staden.

## Den första undersökningen
Winants far Frederick gjorde intervjuer som tydde på att de setts fortsätta mot Herat. Han klagade hos regeringen och premiärminister Mohammed Daoud Khan, som lät iscensätta en undersökning. Efter denna ska tre guvernörer ha fått sparken. Herats guvernör lät skicka ut 1000 beridna spejare och många greps. ”Sedan några månader voro som följd härav fängelserna överfyllda”, sade ambassadrådet Lennart Petri till svenska UD efter ett besök i Afghanistan. Man lyckades dock aldrig bekräfta några uppgifter efter deras vistelse i Shibarghan. En uppgift om att de ska ha setts i Qaisar ansågs inte trovärdig. År 1961 fastslog Afghanistans utrikesminister att paret mördats i Shibarghan.

## Den andra undersökningen
I maj 1963 fick kabinettssekreterare Leif Belfrage på UD ett konfidentiellt, personligt brev från USA:s ambassadör J Graham Parsons, som uppgav att Gunnel Gummeson troligen levde i fångenskap som sonhustru till en välbärgad klanhövding i Qaisar, Kala Khan, och hade fött en pojke. Källa till uppgifterna uppgavs vara en i hemlighet konverterad, kristen pashtun, som fått uppgifterna under sin militärtjänstgöring. Denne berättade historien för en amerikansk präst i Kabul, som larmade sin ambassad. 
Enligt pashtunen, som i den diplomatiska brevväxlingen kom att kallas ”Joe”, var det väl känt i Maimana att Peter Winant hade mördats och att Gunnel Gummeson hade blivit såld till khanen. Provinsguvernören ska ha blivit mutad, medan allmänheten var lojal mot khanen.
På uppdrag av amerikanske prästen ska Joe ha begett sig till Maimanaområdet förklädd till leksaksförsäljare, sökt upp Kala Khans sommarläger och där ha mött en ljuslockig liten pojke med europeiska drag. Hans försök att få kontakt med modern misslyckades dock, och han tvingades fly från lägret. UD och den svenske ambassadören Dick Hichens-Bergström tog uppgifterna på allvar och diskuterade möjligheterna till en fritagningsoperation med helikopter. 
Kung Zahir Shah lät i juni sända en specialstyrka på 175 elitsoldater, utklädda till vägarbetare, för att leta igenom varenda by och nomadläger efter Gummeson. Man lyckades dock bara hitta en enda blond, utländsk kvinna, och det var en ryska som försäkrade att hon var lyckligt och frivilligt gift.

## Eftermäle
Fallet Gunnel Gummeson blev en följetong i svensk press och omnämnt i samtida reseskildringar. Särskilt Aftonbladet engagerade sig i fallet öde och skickade även en kriminalreporter, Börje Heed, till Afghanistan för att försöka spåra Gummeson. Den sista rapporten var en artikel i Aftonbladet från 1967, där två turister, som hört talas om fallet, uppgav att de hade sett en ovanligt blond pojke i nordvästra Afghanistan.  
Gunnel Gummeson dödförklarades den 8 februari 1977 av tingsrätten i Lindesberg, men hennes verkliga dödsår är okänt.

## Inom fiktion
Fallet Gummeson var förlaga till en roman av Gert Holmertz: Muren i Maimana SAK förlag/Premiss förlag (2004)